# Pterinopsyllus insignis
Pterinopsyllus insignis is een eenoogkreeftjessoort uit de familie van de Pterinopsyllidae. De wetenschappelijke naam van de soort is voor het eerst geldig gepubliceerd in 1878 door Brady.